# Rivière à Polette
Pour les articles homonymes, voir Polette.
La rivière à Polette est un affluent de la rivière des Escoumins, coulant sur la rive nord du fleuve Saint-Laurent, dans le territoire non organisé de Lac-au-Brochet, dans la municipalité régionale de comté de La Haute-Côte-Nord dans la région administrative de la Côte-Nord, au Québec, au Canada. Le cours de cette rivière traverse le territoire de la zec Nordique
Le bassin versant de la rivière à Polette est desservi par une route forestière qui remonte la rive Sud-Ouest de la rivière des Escoumins, venant du Sud où elle se relie à la route 138 au village des Escoumins. D’autres routes forestières secondaires desservent le versant de la rivière à Polette,,.
La foresterie est la principale activité économique de ce bassin versant ; les activités récréotouristiques, en second.
La surface de la rivière à Polette est habituellement gelée de la fin novembre au début avril, toutefois la circulation sécuritaire sur la glace se fait généralement de la mi-décembre à la fin mars.[réf. nécessaire]

## Géographie
La rivière à Polette prend sa source à l’embouchure du lac Montchenu (longueur : 2,1 km ; altitude : 263 m). Ce lac est situé à 3,2 km au Nord de la Montagne Verte (altitude : 288 m). L’embouchure du lac Montchenu est située à 27,3 km à l’Ouest du centre du village des Escoumins où se situe l’embouchure de la rivière des Escoumins ; à 13,2 km au Sud-Ouest de l’embouchure de la rivière à Polette ; à 30,2 km au Nord-Ouest du centre de la confluence de la rivière Saguenay et du fleuve Saint-Laurent ; et à 24,0 km au Nord-Ouest du centre du village des Bergeronnes.
À partir de l’embouchure du lac de tête, la rivière à Polette coule sur 16,1 km
selon les segments suivants :
- 1,7 km vers l’Est notamment en traversant le lac Marennes (longueur : 2,5 km ; altitude : 240 m) jusqu’à son embouchure ;
- 3,9 km vers le Nord-Est notamment en traversant le lac De Pons (longueur : km ; altitude : 230 m) jusqu’à son embouchure ;
- 3,5 km vers le Nord-Est notamment en traversant le lac Polette (longueur : 3,9 km ; altitude : 230 m) jusqu’à son embouchure ;
- 4,3 km vers le Nord-Est jusqu’au ruisseau des Trois Portes (venant du Nord Ouest) ;
- 2,7 km vers le Nord-Est jusqu’à son embouchure[2].

La rivière à Polette se déverse sur la rive Sud de la rivière des Escoumins à 8,2 km en amont de l’embouchure de la rivière à Cassette et à 23,5 km en amont de l’embouchure de la rivière des Escoumins qui est située dans le village des Escoumins où elle se déverse dans la baie des Escoumins.

## Toponymie
Le terme « Polette » constitue un patronyme de famille d’origine française.
Le toponyme « rivière à Polette » a été officialisé le 5 décembre 1968 à la Banque des noms de lieux de la Commission de toponymie du Québec, soit à la création de cet organisme.